# FCER1A
FCER1A (англ. Fc fragment of IgE receptor Ia) – білок, який кодується однойменним геном, розташованим у людей на короткому плечі 1-ї хромосоми.  Довжина поліпептидного ланцюга білка становить 257 амінокислот, а молекулярна маса — 29 596.
| 10         |  | 20         |  | 30         |  | 40         |  | 50         |
| ---------- |  | ---------- |  | ---------- |  | ---------- |  | ---------- |
| MAPAMESPTL |  | LCVALLFFAP |  | DGVLAVPQKP |  | KVSLNPPWNR |  | IFKGENVTLT |
| CNGNNFFEVS |  | STKWFHNGSL |  | SEETNSSLNI |  | VNAKFEDSGE |  | YKCQHQQVNE |
| SEPVYLEVFS |  | DWLLLQASAE |  | VVMEGQPLFL |  | RCHGWRNWDV |  | YKVIYYKDGE |
| ALKYWYENHN |  | ISITNATVED |  | SGTYYCTGKV |  | WQLDYESEPL |  | NITVIKAPRE |
| KYWLQFFIPL |  | LVVILFAVDT |  | GLFISTQQQV |  | TFLLKIKRTR |  | KGFRLLNPHP |
| KPNPKNN    |  |            |  |            |  |            |  |            |

A: Аланін

C: Цистеїн

D: Аспарагінова кислота

E: Глутамінова кислота

F: Фенілаланін

G: Гліцин

H: Гістидин

I: Ізолейцин

K: Лізин

L: Лейцин

M: Метіонін

N: Аспарагін

P: Пролін

Q: Глутамін

R: Аргінін

S: Серин

T: Треонін

V: Валін

W: Триптофан

Кодований геном білок за функцією належить до рецепторів. 
Задіяний у такому біологічному процесі як поліморфізм. 
Білок має сайт для зв'язування з імуноглобуліном ige. 
Локалізований у клітинній мембрані, мембрані.